# سيفيكزيم

المركب الكيميائي للسيفيكسيم

سيفيكسيم (بالإنجليزية: Cefixime)‏ هو مضاد حيوي ينتمى للجيل الثالث من السيفالوسبورين، ويستخدم في علاج العديد من الأمراض البكتيرية، منها: السيلان، التهاب اللوزتين، والتهاب البلعوم، والتهاب الأذن الوسطى، والتهاب المسالك البولية، ويتميز بأنه يؤخذ عن طريق الفم.
تشمل آثاره الجانبية الشائعة الإسهال وآلام البطن والغثيان، وقد تشمل الآثار الجانبية الخطيرة ردود الفعل التحسسية والإسهال. لا ينصح به للأشخاص الذين لديهم تاريخ من حساسية البنسلين.[بحاجة لمصدر] كما أنه آمن نسبيًا أثناء الحمل.

## الاستخدامات العلاجية
يعالج السيفيكسيم الالتهابات التالية:
- التهابات المسالك البولية غير المعقدة.[8][9]
- التهاب الأذن الوسطى.[8][9]
- التهاب اللوزتين والتهاب البلعوم.[8][9]
- التهاب الشعب الهوائية المزمن.[8][9]
- التهابات عنق الرحم والإحليل والسيلان.[8][9]

## آلية العمل
يؤدي السيفيكسيم إلى تثبيط بناء جدار الخلية عند الخلية البكتيرية. فيرتبط بأحد بروتينات البنسلين، والذي يثبط خطوة الترسبات النهائية لتصنيع الببتيدوغليكان في جدار الخلية البكتيرية، وبالتالي يمنع البناء الحيوي ويوقف تجميع جدار الخلية، مما يؤدي إلى موت الخلية البكتيرية. من الأفضل دائمًا إجراء اختبارات الحساسية لتحديد البكتيريا المسببة وحساسيتها تجاه السيفيكسيم.
يتم امتصاص 40-50٪ فقط من السيفكسيم في الجهاز الهضمي (عند أخذه عن طريق الفم). وقد ينخفض الامتصاص عند تناوله مع الطعام. بينما يبلغ متوسط ذروة التركيز بعد تناول السيفكسيم كشراب عن طريق الفم حوالي 25-50٪، أعلى من ذروة التركيز بعد تناول الأقراص أو الكبسولات عن طريق الفم.
يحتوي السيفكسيم على تركيزات عالية في الصفراء والبول. كما يمكنه عبور المشيمة، ولديه القدرة على الارتباط بالبروتين بنسبة 65%.

## موانع الاستعمال
يمنع إعطاء السيفيكسيم للمرضى الذين يعانون من الحساسية لفئة السيفالوسبورين من المضادات الحيوية. وبما أن السيفيكسيم من الجيل الثالث من السيفالوسبورين، فلا يمنع استخدامه للمرضى الذين يعانون من حساسية حقيقية من البنسلين.

## الآثار الجانبية
تشمل التفاعلات الدوائية الضارة الإسهال وعسر الهضم والغثيان والقيء. وأيضًا تفاعلات فرط الحساسية كالطفح الجلدي. كما أن السيفيكسيم لا يسبب قلة الصفيحات الدموية مقارنة مع غيره من السيفالوسبورينات. ولا يوجد علاج محدد لجرعة زائدة من السيفيكسيم. لكن يمكن إجراء غسيل للمعدة لإزالة سميته. أما غسيل الكلى لن يزيل السيفيكسيم من الدم بكميات كبيرة.

## تاريخه
تم تسجيل براءة اختراع السيفيكسيم في عام 1979، ولم يُوافق على استخدامه الطبي في الولايات المتحدة حتى عام 1989.